# Francisco Angulo
Francisco Angulo (Valladolid, 1756 - Madrid, 1815) va ser un enginyer de mines i polític espanyol. Va passar 1780 per l'Acadèmia de Mines de Freiberg passant a dirigir les mines de Taucique, a Savoia. Va ser autor de molts treballs tècnics sobre mineria, en 1794 va ser comissionat per visitar les Mines d'Almadén, de les que en fou director en 1796. A l'adveniment del rei Josep I es va destacar col·laborant amb l'administració afrancesada sent nomenat director general de Mines. En 1809 fou nomenat Conseller d'Estat, i Superintendent General de les Cases de Moneda del Regne i en 1810 comissari regi a Còrdova i Ministre d'Hisenda des del 31 d'agost de 1810 fins al 27 de juny de 1813 ocupant conjunturalment el lloc de ministre de la Governació durant l'absència del titular des del 7 d'agost al 10 de desembre de 1810.